# Halkevleri

Logo von Halkevleri

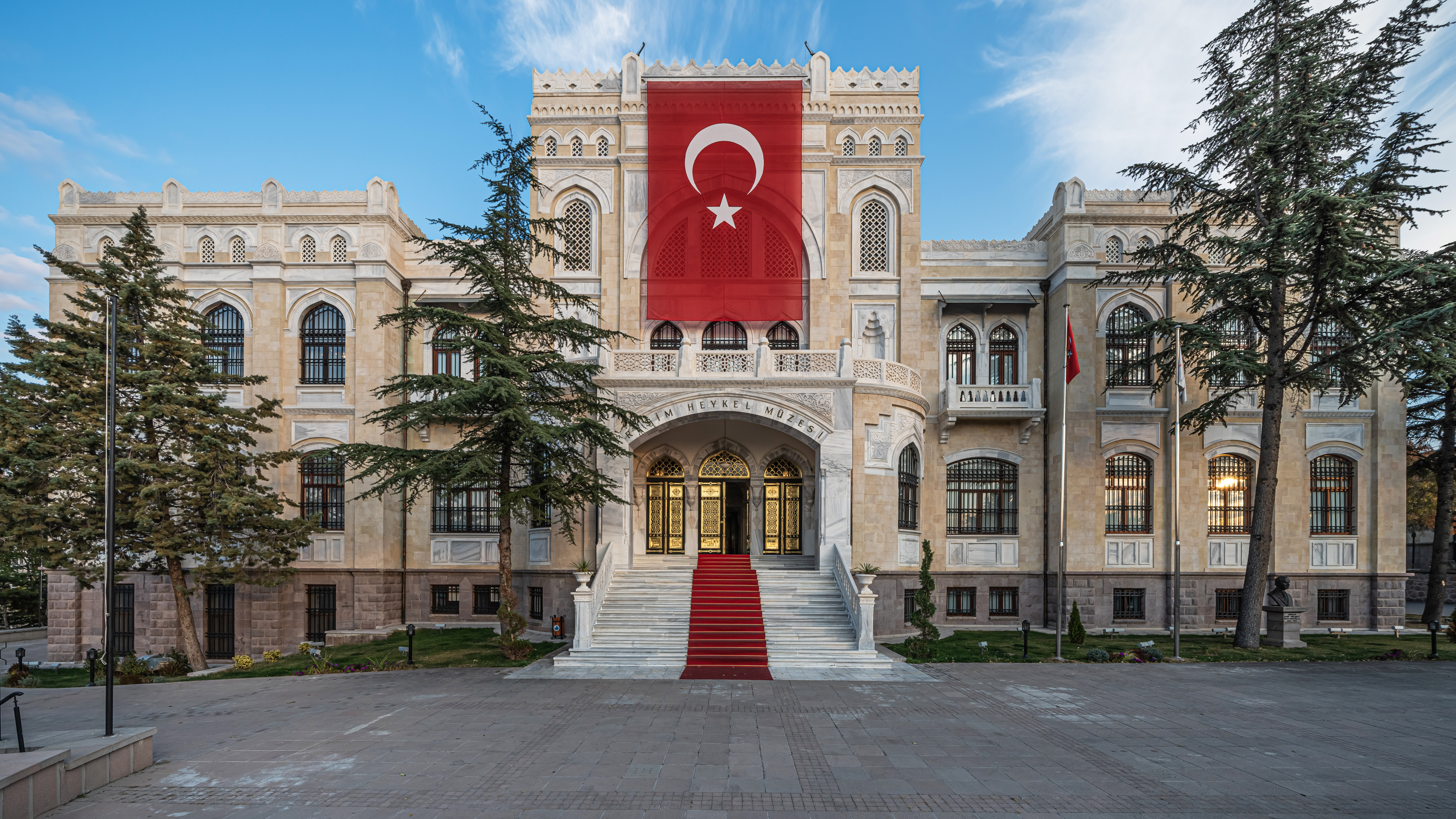
Bis 1950 der Hauptsitz der Halkevleri, heute das Skulpturenmuseum Ankaras

Die Halkevleri (türkisch für Volkshäuser), Singular: Halkevi, waren ein vom türkischen Staat gefördertes Bildungsprojekt zwischen 1932 und 1951, sowie eine Bürgerorganisation zwischen 1963 und 1980. Die Halkevleri-Bewegung ist seit 1987 wieder aktiv. Ziel der Volkshäuser war die Verbesserung der Bildungssituation und das Erlernen der modernen europäischen Kultur bei gleichzeitiger Besinnung auf die türkische Volkskultur. Ehemalige Vorsitzende war die Rechtsanwältin Oya Ersoy, den jetzigen Vorsitz hat Dilşat Aktaş.

## Umfang des Projekts

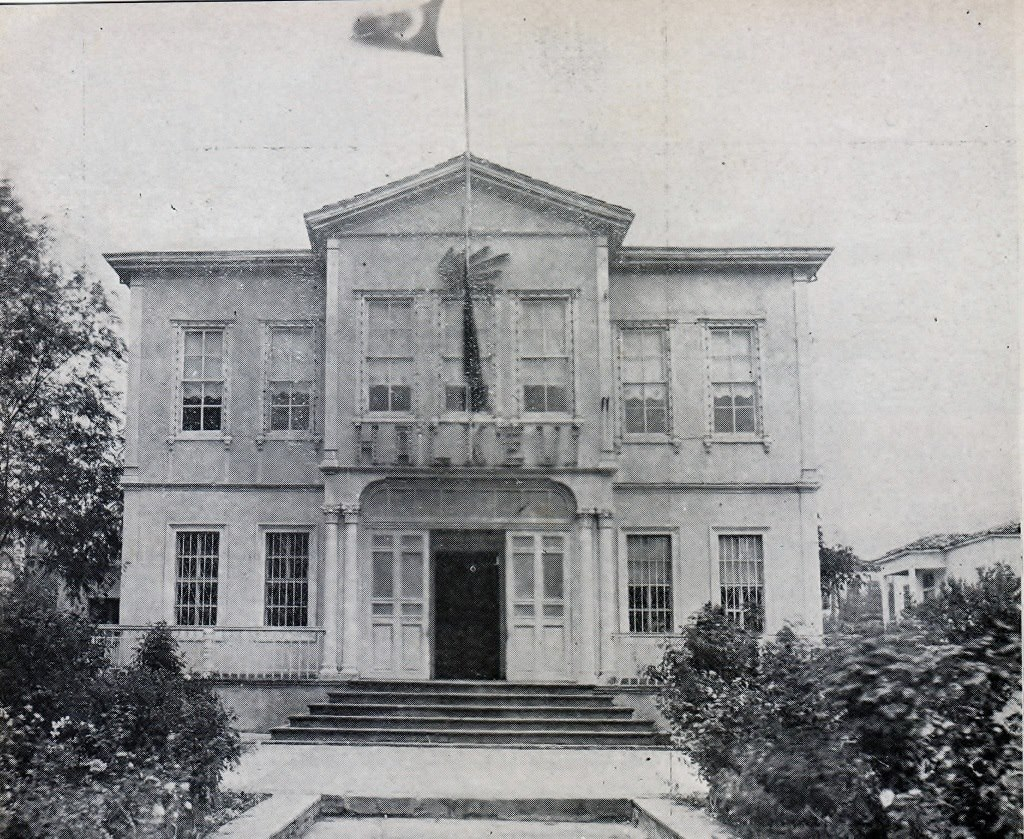
Ehemaliges Halkevi in Samsun

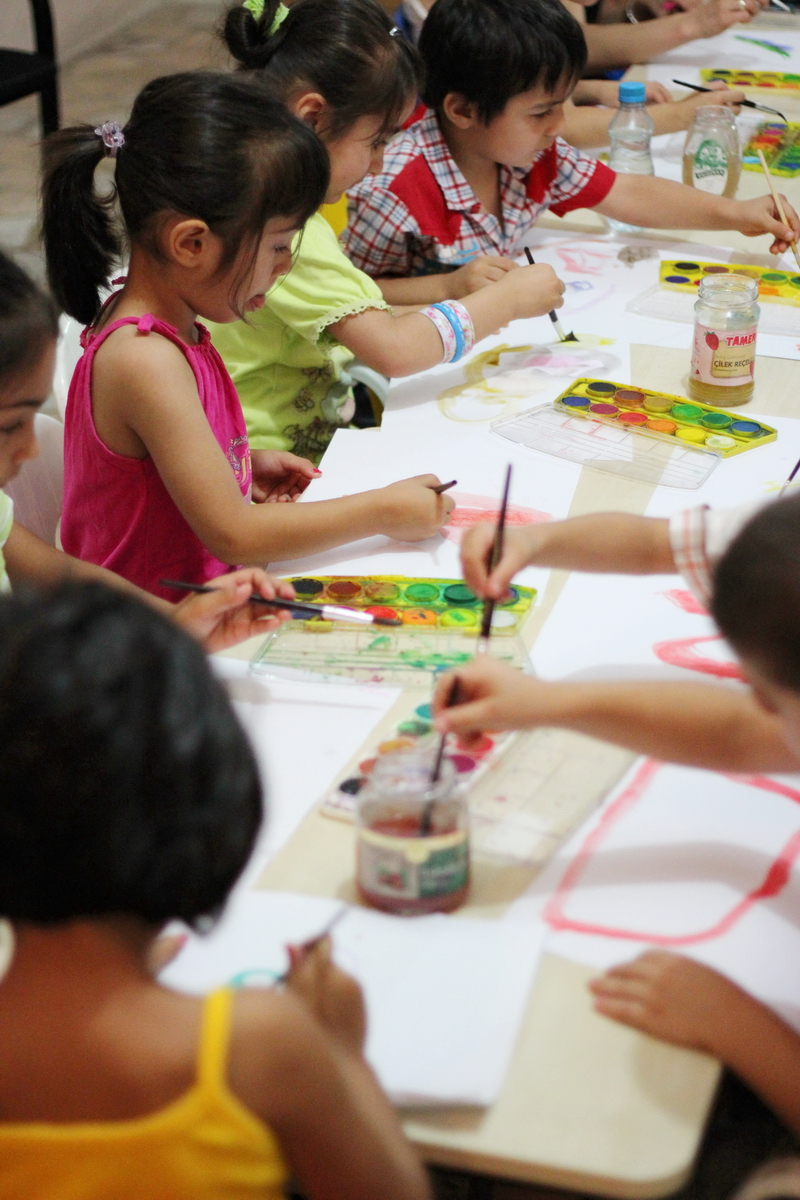
Kinder erhalten kostenlose Bildung von freiwilligen Lehrern in Halkevleri während des Sommers

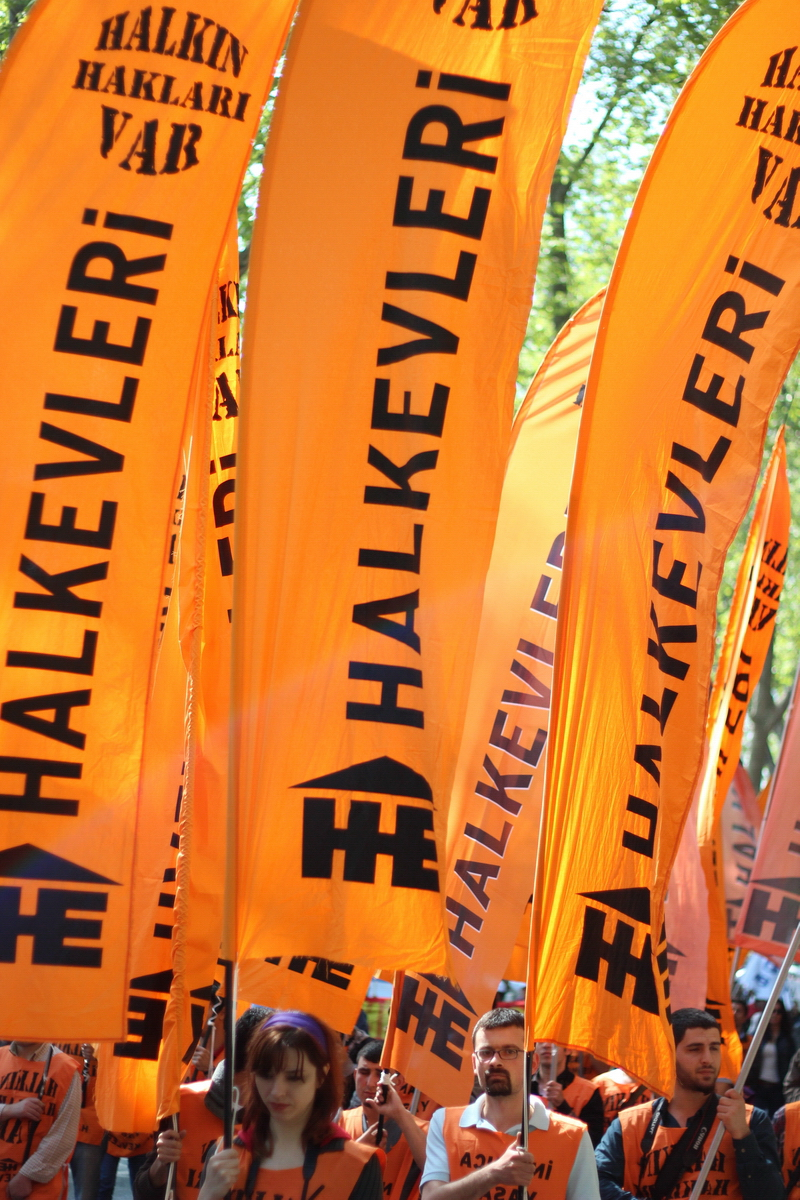
Halkevleri-Flaggen im Mai-Tag 2012

Die Halkevleri waren ein Aufklärungsprojekt, das zunächst an Stadtbewohner gerichtet war, um die materiellen Schäden und intellektuellen Verluste des Ersten Weltkrieges und des Türkischen Befreiungskrieges auszugleichen. Es wurde geplant von Mustafa Kemal Atatürk, dem Gründer des türkischen Staates.
Am 17. Februar 1932 wurden Niederlassungen der Halkevleri in 17 Städten eröffnet: Adana, Ankara, Bolu, Bursa, Çanakkale, Denizli, Diyarbakır, Eskişehir, Istanbul, Izmir, Konya, Malatya und Samsun. Bald stieg die Zahl auf 478. Gegen 1940 wurden auch Dörfer in das Projekt aufgenommen. Die Niederlassungen in den Dörfern wurden Halkodaları (deutsch Volksräume) genannt. Gegen 1950 überstieg die Gesamtzahl die 4000er-Marke.

## Tätigkeiten
Die Absicht hinter dem Projekt war es, die Bildungssituation in der Türkei zu verbessern, die Menschen im Rahmen der europäischen Kultur aufzuklären und den Einfluss von neoosmanischen und neofundamentalistischen Zirkeln zu begrenzen. Kostenlose Kurse wurden auf den Gebieten der Literatur, des Dramas, der Musik, der Feinen Künste, der Redetechnik und des Schreibens sowie des Bastel- und des Schneiderhandwerks angeboten. Volkstänze und Volksmusik wurden ebenfalls aufgenommen. Die Halkevleri hatten zudem 761 Bibliotheken und Leseräume.
Einer der bekanntesten Lehrer in den Volkshäusern war der alevitische Âşık Veysel Şatıroğlu.

## Erste Ära 1932–1951
Die Halkevleri arbeiteten zwischen 1932 und 1951 als Staatsorganisation und wurden von der regierenden kemalistischen Republikanischen Volkspartei (CHP) bereitgestellt. Nach der Mehrparteien-Periode seit 1945 wurden die Volkshäuser heftig kritisiert. Nachdem die opponierende Demokratische Partei die Parlamentswahl 1950 gewonnen hatte, wurden die Halkevleri am 8. August 1951 auf Anordnung von Adnan Menderes geschlossen und ihr Eigentum konfisziert.

## Zweite Ära 1963–1980
Am 12. April 1961 eröffneten die Volkshäuser als Türk Kültür Ocakları erneut, jedoch nicht als Regierungsorganisation, sondern als Bürgergesellschaft. Am 21. April 1963 wurden sie wieder in Halkevleri umbenannt. Diese zweite Ära war im Gegensatz zur Ära 1932–1951 komplett von der Regierung unabhängig. Die Halkevleri fungierten von nun an als Dachorganisation von eher links orientierten Bewegungen, die vor dem Türkischen Militärputsch 1980 relativ einflussreich waren. Manche unterstützten die linke Bewegung Devrimci Yol, die auch in vielen Halkevleri-Zweigen aktiv war. Dies war einer der Hauptgründe, weshalb die Volkshäuser nach dem Militärputsch 1980 geschlossen wurden. Der gesamte Besitz wurde beschlagnahmt. Im Zuge des Putsches wurde ein Prozess eröffnet, der 1987 mit einem Freispruch endete. Das beschlagnahmte Vermögen wurde jedoch nicht zurückerstattet.

## Dritte Ära seit 1987
Im Jahre 1987 wurden die Halkevleri erneut eröffnet. Heute handeln die Halkevleri als Dachorganisation, die sich für umfassende Rechte einsetzt, darunter das „Recht auf freie Bildung“, das „Recht auf freie medizinische Behandlung“ und das „Recht auf Obdach“. Es ging ebenfalls um Verkehr, Energie und Wasser, die nicht als Ware behandelt, sondern Allgemeingut werden sollten. Ebenfalls wurden prekäre Arbeitsverhältnisse kritisiert.
Nach dem Protest gegen die sogenannte Operation Olivenzweig des türkischen Militärs wurden Mitglieder der Volkshäuser in Istanbul, Ankara und anderen Städten verhaftet. Auf Anordnung der Präfektur in Ankara wurden am 1. April 2018 drei Volkshäuser in Ankara und eine Bibliothek geschlossen.